# Consejo Económico y Social de Lituania
La historia del Consejo Tripartito de la República de Lituania es breve – el Consejo fue creado el 5 de mayo de 1995. Esta historia no puede ser muy larga ya que hasta 1991, en el período del socialismo soviético planificado, no se realizaba ninguna negociación entre el Gobierno y los sindicatos y no existía ninguna organización de empresarios.
En mayo de 1995 el Acuerdo de Asociación Tripartita fue firmado por el Gobierno de la República de Lituania, los sindicatos y las organizaciones empresariales.
Se acordó lo siguiente: 
- Resolver problemas sociales, económicos y laborales considerando el principio tripartito, cooperar para implantar una política social, económica y laboral;

- Establecer el Consejo Tripartito de la República de Lituania y aprobar las normas para su actividad;

- Firmar un acuerdo tripartito anual para la solución de los problemas sociales, económicos y laborales cada año.